# F.-Ch. Barlet
Pour les articles homonymes, voir Barlet et Faucheux (homonymie).
Albert Faucheux, dit F.-Ch. Barlet, né le 12 octobre 1838 à Paris et mort le 29 octobre 1921 dans la même ville, est un occultiste et astrologue français, dont le parcours est lié principalement à ceux de Max Théon, de Papus et de René Guénon.

## Parcours d’un occultiste
Albert Faucheux obtient son baccalauréat en 1864. Il va entreprendre des études de Droit à Dijon sous la pression de son père. Il obtient sa Licence en 1867, puis est admis dans l’Administration de l'Enregistrement. Il est affecté en Corse, puis en métropole. Il termine sa carrière à Abbeville en 1899 avec le titre de directeur de l'Enregistrement.
F.-Ch. Barlet est l’un des premiers membres de la branche française de la Société Théosophique, qu’il quitte à la même époque que Papus en 1888. En 1887, aux côtés de Papus, Joséphin Peladan, Paul Sédir, Lucien Chamuel, Stanislas de Guaita, Augustin Chaboseau et de beaucoup d’autres, il est membre du Groupe indépendant des études ésotériques (GIDEE). Lorsque le GIDEE prend le nom d’École hermétique, F.-Ch. Barlet est l’un des sept conseillers, toujours avec Papus, de la Faculté des sciences hermétiques qui en émane. Avec Papus encore, il est membre de l’Ordre kabbalistique de la Rose-Croix en 1888 — dont il devient le Grand Maître en décembre 1897 à la mort de Guaita — puis membre du Premier Suprême Conseil de l’Ordre Martiniste en mars 1891. Il rejeta l’idée de Papus de faire revivre l’Ordre kabbalistique de la Rose-Croix. Il remit les documents et grades à son ami René Guénon.
Il est possible que F.-Ch. Barlet ait connu Max Théon dès 1871. Il semble établi que, vers 1885, il est membre de la Hermetic Brotherhood of Luxor (HB of L) fondé à Londres par Théon. Lorsque le « Mouvement cosmique » succède à la HB of L, F.-Ch. Barlet en devient le représentant à Paris. Il est directeur de La Revue Cosmique de 1901 à 1903 et prend part à la publication des deux premiers volumes de La Tradition cosmique en 1903. À deux reprises, en 1900 et 1901, il rend visite à Théon dans sa propriété de Tlemcen.
F.-Ch. Barlet a en outre été « évêque » de l’Église gnostique fondée par Jules Doinel en 1890, et représentant en France du Centre ésotérique oriental, qu’il quitte en 1908 lorsque son fondateur, Albert de Saràk, est démasqué comme escroc.

## Publications
F.-Ch. Barlet a collaboré à de nombreuses revues, parmi lesquelles L’Anti-Matérialiste, revue spirite où il écrit sous le pseudonyme de Glyndon ; L’Initiation, « revue philosophique indépendante des hautes études : hypnotisme, théosophie, franc-maçonnerie et sciences occultes », fondée par Papus en 1888, dont F.-Ch. Barlet est l'un des secrétaires de rédaction ; L’Écho de l’au-delà et d’ici-bas, « seul organe d’union spiritualiste », fondée en 1899, qui devient en 1901 La Revue spiritualiste illustrée, dont F.-Ch. Barlet est rédacteur en chef ; La Science Astrale, « revue consacrée à l’étude pratique de l’astrologie et des sciences similaires (physiognomonie, chiromancie, graphologie) », fondée par F.-Ch. Barlet en 1904 ; L’Étoile d’Orient, « revue de hautes études psychiques », fondée par F.-Ch. Barlet en 1908.
Après sa mort, plusieurs séries de ses articles sur l’astrologie seront rééditées sous différents titres, dont le plus connu est Les génies planétaires (1921).
- Essai sur l'évolution de l'idée, Paris, Chamuel, 1891.
- Principe de sociologie synthétique (1894).
- L'évolution de la sociologie (1894).
- L'instruction intégrale (1895).
- Synthèse de l'esthétique : la peinture, Paris, Chamuel, 1895.
- L'art de demain : la peinture autrefois et aujourd'hui, Paris, Chamuel, 1897.
- Saint-Yves d'Alveydre : nos maîtres. Comprenant une table raisonnée de la “Mission les Juifs” et des notions précises sur l’“Archéomètre”, Paris, L'Édition, 1910, 219 pp.